# Boulder, Colorado
Boulder, Colorado este un oraș și sediul comitatului omonim, Boulder, din statul Colorado, Statele Unite ale Americii. Situat la poalele Munților Stâncoși, la o altitudine de 1.655 m, Boulder se află la 40 km nord-est de Denver. Orașul găzduiește și campusul Universității din Colorado.

## În cultura populară
Filmul lui Woody Allen, Adormitul (Sleeper), a fost turnat în Boulder, Colorado.
În romanul lui Stephen King, Apocalipsa, oamenii supraviețuitori  care au fost chemați prin vise de mama Abagail se adună în Boulder, Colorado.  King a locuit în Boulder mai puțin de un an, începând din toamna anului 1974 și a început să scrie romanul Strălucirea.

## Personalități născute aici
- Kristin Davis (n. 1965), actriță;
- Erik Weihenmayer (n. 1968), atlet, scriitor, activist.